# Tarnmuster
Tarnmuster sind durch verschiedene Farben und Formen hervorgerufene Muster, die geeignet sind, die Konturen eines Tieres, Gegenstandes oder Menschen vor einem Hintergrund visuell aufzulösen und somit eine Tarnung hervorzurufen.

## Tarnmuster im Tierreich
Tarnung ist im Tierreich weit verbreitet. Tarnmuster können einerseits fleischfressende Tiere (Carnivoren, Prädatoren und Insekten) vor einer verfrühten Entdeckung durch ihre Beutetiere schützen und andererseits eine gejagte Tierart für den Fressfeind „unsichtbar“ machen oder ihn zumindest verwirren. Einige Tierarten sind Perfektionisten der Tarnung und innerhalb kürzester Zeitspannen (1 ms – verschiedene Viren, ein bis mehrere Sekunden bei Wirbel- und Weichtieren) ihre Muster den jeweils vorgegebenen natürlichen Gegebenheiten und Hintergründen anpassen. Dazu zählen Chamäleons und die meisten Tintenfischarten. Andere besitzen neben einem natürlichen Tarnmuster auch ein konturauflösendes Aussehen, z. B. manche Arten der Tigerung.

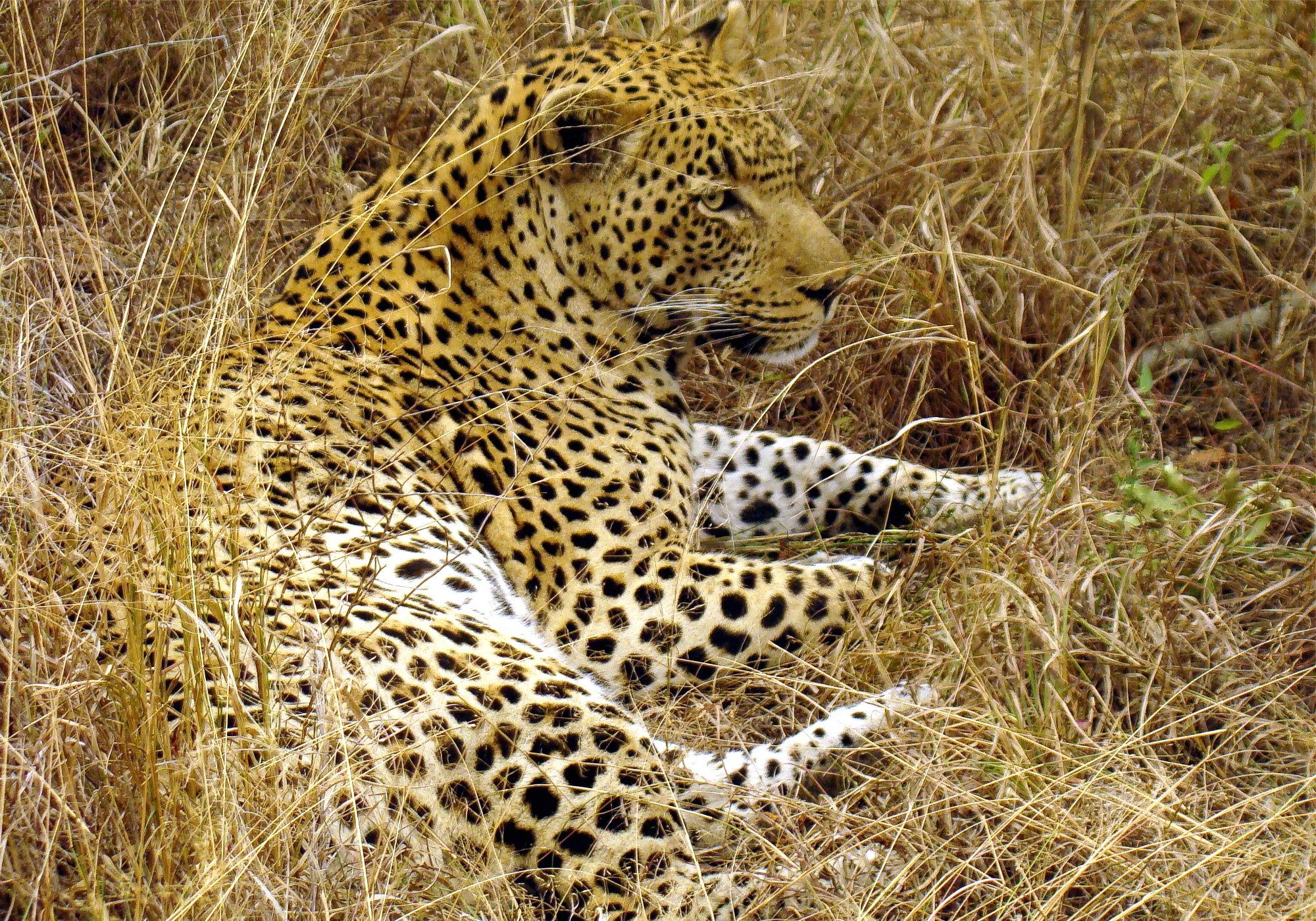
Leopard im Steppengras

Im Gegensatz zur reinen Mimikry, dem Nachahmen von Form und Erscheinung unauffälliger Objekte (siehe Stabheuschrecke) oder gefährlicher Tiere durch harmlose Arten, geht es bei Tarnmustern um die rein optische Verschmelzung des Tieres mit seiner Umgebung, die zumeist nur bei Bewegungslosigkeit funktioniert und durch Bewegung aufgelöst wird. Eine Besonderheit sind Muster, die wie beim Zebra hauptsächlich auf Irritation ausgelegt sind. Einige Tarnmuster im Tierreich sind auch auf Sehorgane spezialisiert, die andere Licht- und Farbfrequenzen wahrnehmen als der Mensch.

## Tarnmuster beim Menschen

Buntfarbenanstrich in einer gestrichenen frühen Version ab 1918

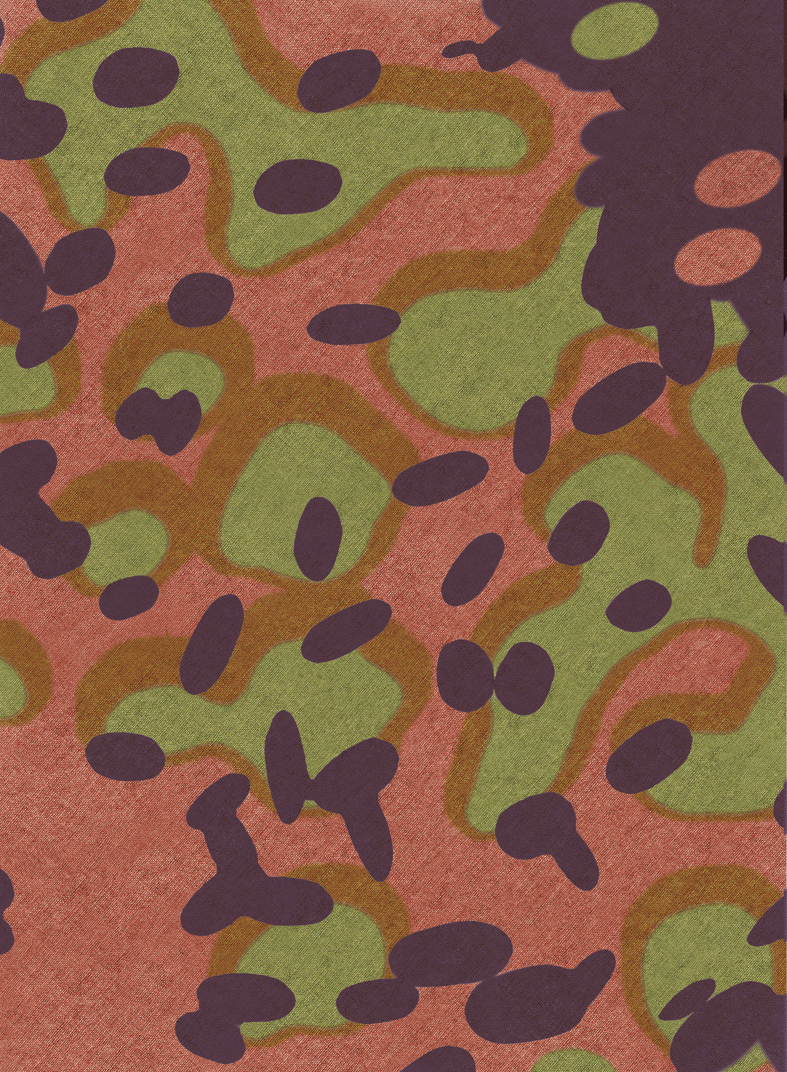
Das Platanenmuster (Sommerseite) in einer frühen Version ab Dezember 1937

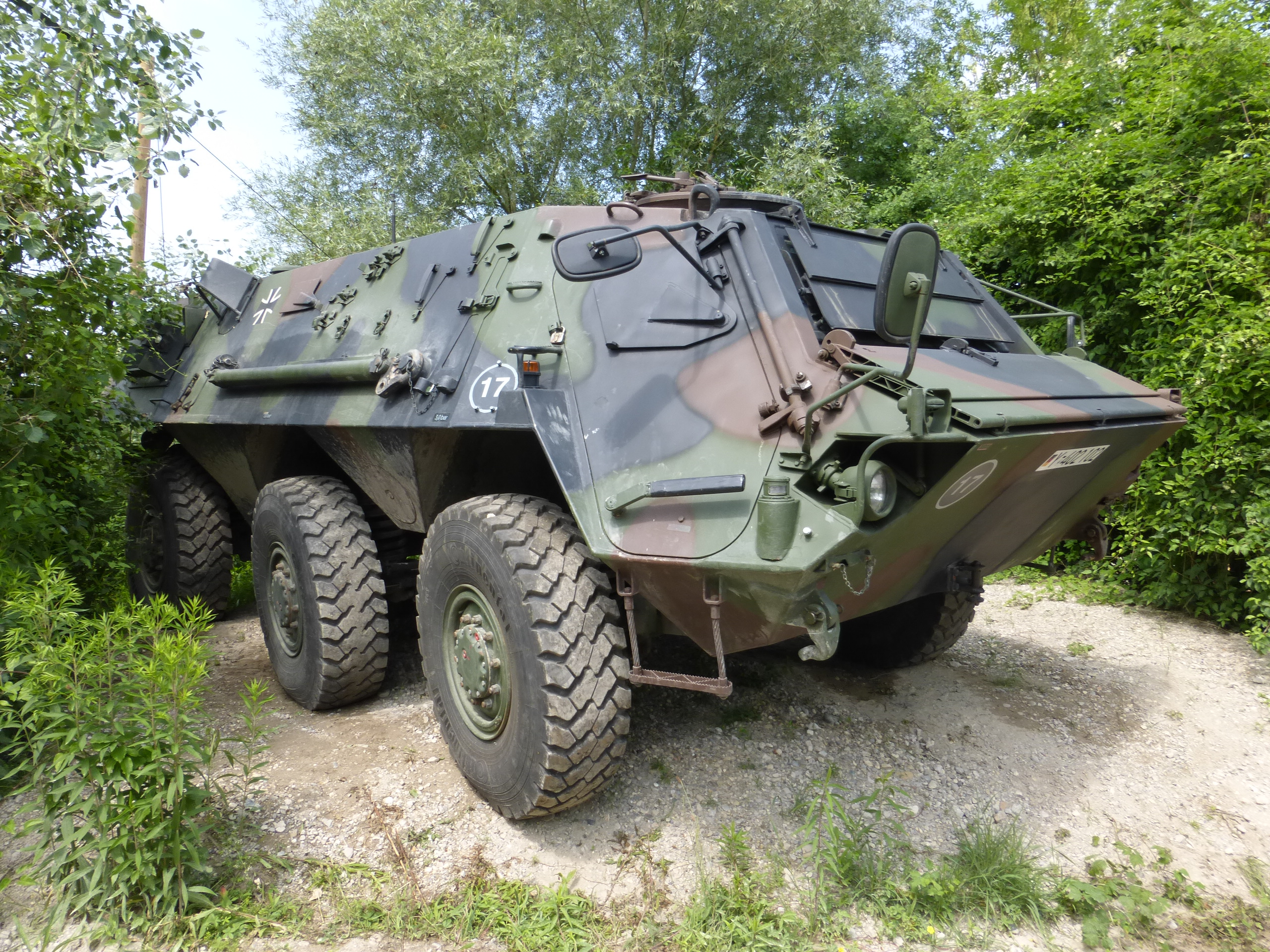
Transportpanzer Fuchs der Bundeswehr mit Dreifarb-Tarnanstrich

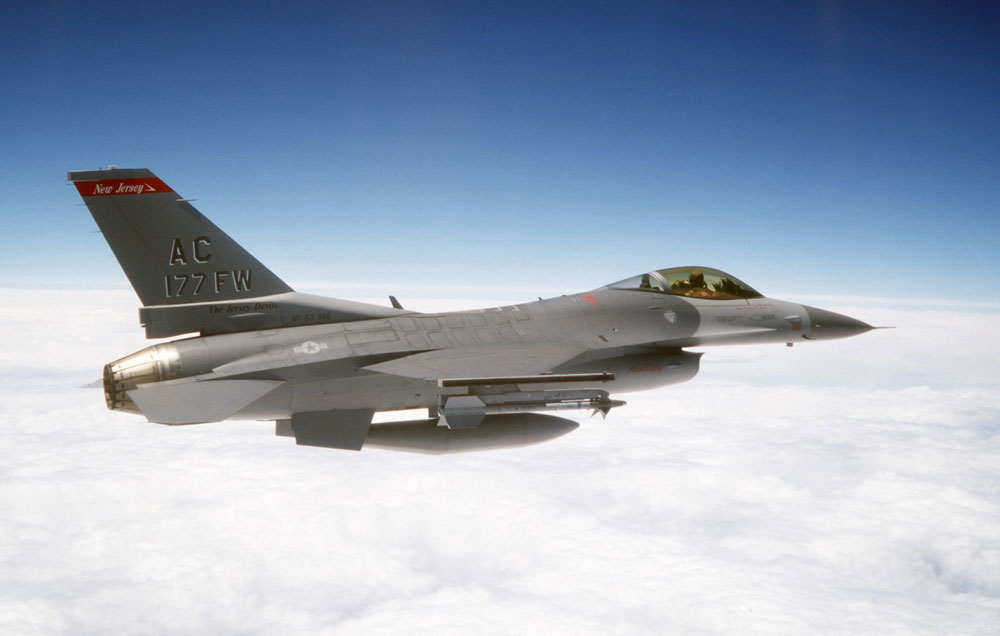
F-16C Fighting Falcon der USAF mit modernem Tarnschema

Seit Urzeiten nutzten die Menschen natürlich vorhandene Tarnelemente, um Beute oder Feinde auszuspähen und sich anzuschleichen. Die erste bekannte reguläre Einheit mit Tarnuniformen waren die hessischen Jäger die 1631 von Wilhelm von Hessen-Kassel aufgestellt wurden. Die Einheit wurde aus Jägern und Förstern gebildet. Die Uniformen waren grün und braun. Glitzernde Ausrüstungsgegenstände wurden im Einsatz in der Regel abgedeckt bzw. getarnt. Mit der Aufstellung von speziellen Jägertruppen folgten 1645 Bayern, 1674 Brandenburg und 1744 Preußen.
Im Ersten Weltkrieg gab es beim deutschen Heer einen getarnten Scharfschützenmantel, mit einer Knopfleiste und einem ebenfalls getarnten Gürtel. Dieser Mantel war bereits ab Werk mit einem Tarnmuster versehen, welches dem Sumpftarn der Wehrmacht ähnelte. Das Tarnmuster hatte fließende Übergänge mit den Farben beige, hell bis dunkelbraun, grün und feldgrau. Die Kapuze incl. Gesichtsmaske, die auch den Hals tarnte und mit Öffnungen für Augen und Mund versehen war, war am hinteren Kragen befestigt. Eines der letzten Exemplare ist im Imperial War Museum in London ausgestellt. Bei den Panzern verwendeten Briten und kurze Zeit später bei denen der Franzosen ein Tarnmuster. Diese Muster folgten noch keinen standardisierten Vorgaben, sondern wurden individuell mit verschiedenen mehr oder minder deckenden Farben aufgepinselt. Ziel war es, die optische Aufklärung zu erschweren.
Bis 1918 waren auch Tarnmuster beim deutschen Militär improvisiert. Im Juli 1918 wurde in Deutschland offiziell das erste standardisierte Tarnmuster, der Buntfarbenanstrich, in der kaiserlichen Armee und für die Luftwaffe eingeführt. Diese Tarnung fand ausschließlich bei Großgerät (u. a. Panzer, Flugzeuge, Kanonen) und Ausrüstungsgegenständen (u. a. Munitionskisten, Helme, LKW-Planen) Verwendung. Sie bestand aus scharfeckigen Tarnflecken in den Farben Rostbraun, Grün und Ockergelb, welche mit dicken schwarzen Strichen voneinander abgegrenzt wurden. Soldaten brachten das Tarnmuster auch auf Ausrüstungsgegenständen wie Helmen auf.
Amerikanische, britische und teilweise auch deutsche Kriegsschiffe wurden während des Ersten Weltkriegs mit unregelmäßigen eckigen hell-dunkel-Mustern („Dazzle“) versehen, was weniger die Entdeckung an sich verhindern sollte, sondern das Erfassen von Typ, Größe (und damit auch der Entfernung), Kurs und Geschwindigkeit durch optische Instrumente erschweren sollte.
Die Royal Navy bemalte bis zum Kriegsende 1918 rund 4400 Schiffe zum Schutz vor U-Booten mit Dazzle camouflage.
Das erste auf Stoff gedruckte Tarnmuster im größeren Umfang war, nach dem deutschen Scharfschützenmantel aus dem Ersten Weltkrieg, das Telo Mimetico, das wie der deutsche Buntfarbenanstrich Rostbraun, Grün und Ockergelb verwendete. Es wurde 1929 beim italienischen Militär für die Zeltbahnen eingeführt. Mit diesem Muster bedruckte Stoffe wurden ab 1937 auch für Uniformen verwendet: Die italienische Luftwaffe rüstete damit ihre Fallschirmjäger aus. Ab 1943 wurden auch Einheiten der Waffen-SS mit diesem Muster bekleidet. Das Telo Mimetico ist das bis heute am längsten getragene Tarnmuster; in Italien wurde es 1992 abgeschafft.
Die Reichswehr hatte 1931 ein eigenes Tarnmuster (Splittertarn), ebenfalls nur für Zeltbahnen eingeführt. Dieses später international vielfältig weiterentwickelte Tarnmuster wurde bis Ende der 1950er Jahre beim Bundesgrenzschutz auch für andere Ausrüstungsgegenstände verwendet. Splittertarn war zudem u. a. in der Wehrmacht, der Bundeswehr, der Schweizerischen Armee und in einigen Ostblockstaaten in Verwendung. Etliche Varianten und Unterarten des Musters sind über die Jahrzehnte entwickelt worden. Ab 1952 wurde beim Bundesgrenzschutz zudem eine überarbeitete Variante des 1943/44 bei der Wehrmacht eingeführten Sumpftarn getragen.
Das weltweit erste im großen Stil produzierte Uniformtarnmuster war das Flecktarn der Waffen-SS, mit dem diese Truppe 1938 ausgerüstet wurde. Das erste dieser Tarnmuster, das sogenannte „Platanenmuster“, war von dem Direktor der 1935 aufgebauten Abteilung „T“ („Tarnung“), Professor Johann Georg Otto Schick (* 26. Oktober 1882 in Karlsruhe), entwickelt worden, während der damalige Sturmbannführer Wim Brant die Richtlinien zu den einzelnen Ausrüstungs- und Bekleidungsteilen entwarf. Zahlreiche Armeen verwenden noch heute Flecktarn-Bekleidung, deren Muster auf damalige Entwürfe zurückzuführen ist. Im Zweiten Weltkrieg wurden schnell Tarnmuster bei allen Truppen weitverbreitet eingesetzt. Bald gab es detaillierte Vorschriften hinsichtlich der verwendeten Farben (siehe RAL-Farben) und der Tarnmuster. Allerdings zwang der Kriegsverlauf und die Knappheit an Material oft zu Improvisationen und der Benutzung von erbeuteter Farbe, so dass den ausführenden Soldaten oft Raum zur künstlerischen und individuellen Gestaltung blieb.
Die 1955 gebildete Bundeswehr führte nach den seit Oktober 1950 laufenden Vorarbeiten der Dienststelle Blank einen Kampfanzug in leicht abgewandeltem Splittertarn M31 der Reichswehr bzw. Wehrmacht ein. Bereits 1960 wurde dieses Tarnmuster jedoch durch eine Oliv-Variante im Farbton RAL 6014 (Gelboliv) ersetzt. Ziel war es nun, die Bundeswehr optisch an das einfarbige Erscheinungsbild der NATO-Partner anzugleichen.
Einige Streitkräfte blieben hingegen bei älteren Tarnmustern, meist jedoch beschränkt auf Elite- und Spezialeinheiten. Dies änderte sich erst ab den 1970er Jahren. Neue Varianten wurden entwickelt oder den örtlichen Gegebenheiten angepasst; es wurden viele Experimentalmuster vorgestellt. Einige Besonderheiten sind die Verwendung von Kunstrasen als Tarnbeschichtung in Dänemark, mit rechteckigen weißen und grauen Flächen versehene britische Panzer für den Häuserkampf in Berlin, und das australische Verfahren, die Fahrzeuge mit einer Mischung aus Dieselöl und dem örtlichen Boden zu bewerfen.
In den späten 1970er Jahren wurden von der US Air Force „Counter-Shadowing“-Tarnmuster für Flugzeuge entwickelt, die die Sichtbarkeit durch gezieltes Entgegenwirken gegen die üblichen Schattenwürfe verringern sollten und auch (ähnlich der historischen „Dazzle“-Tarnung) die Beurteilung des gesichteten Objektes erschweren sollten.
Mit Einführung eines Flecktarnmusters auf Basis der Arbeiten von Johann Georg Otto Schick hat die Bundeswehr 1990 ein Tarnmuster eingeführt, das heute weit verbreitet ist. Nach Unterlagendiebstahl hat beispielsweise die chinesische Volksbefreiungsarmee ein identisches Bundeswehr-Muster bei ihren Gebirgsjägern eingeführt, und auch die russische Armee hat typähnliche Muster eingeführt.
Verschwunden sind mittlerweile im militärischen Bereich Netz- und „Batik“-(ME-262)-Tarnmuster, in erster Linie wegen der aufwändigen Erstellung.
Die Entwicklung von Tarnmustern wird auch mittels moderner Großrechner vorangetrieben.
Die USA und Kanada statteten ihre Streitkräfte zeitweise mit digital verpixelten Mustern aus, sogenannten Digitaltarnmustern.
Auch die italienische Armee nutzte für die Erstellung ihres „Vegetato“-Musters Computerprogramme; das Muster ist aber nicht digitalisiert.